# Heidi (film, 1965)
Pour les articles homonymes, voir Heidi.
Pour plus de détails, voir Fiche technique et Distribution.
Heidi est un film autrichien réalisé par Werner Jacobs, sorti en 1965.

## Fiche technique
Source principale de la fiche technique :
- Titre : Heidi
- Réalisation : Werner Jacobs
- Scénario : Michael Haller, adapté du roman éponyme de Johanna Spyri
- Direction artistique :
- Musique : Franz Grothe
- Décors : Fritz Jüptner-Jonstorff, Hans Malyjurek et Hans Zehetner
- Costumes : Barbara Langbein
- Photographie : Richard Angst
- Son : Hans Riedl et Kurt Schwarz
- Montage : Arnfried Heyne
- Production déléguée : Herbert Gruber
- Société de production : Sascha-Film[2]
- Distribution :  États-Unis : Warner Brother (version doublée)
- Budget :
- Pays :  Autriche
- Format : Couleur (Technicolor) - Son : Monophonique - Format 35 mm
- Genre : drame
- Langue : allemand
- Durée : 98 minutes (2 675 mètres)
- Dates de sortie :
  -  Allemagne de l'Ouest : 29 octobre 1965
  -  États-Unis : 22 septembre 1968 (à New York)

## Distribution
Source principale de la distribution :
- Eva Maria Singhammer : Heidi
- Michaela May : Klara Sesemann
- Jan Koester (de) : Peter

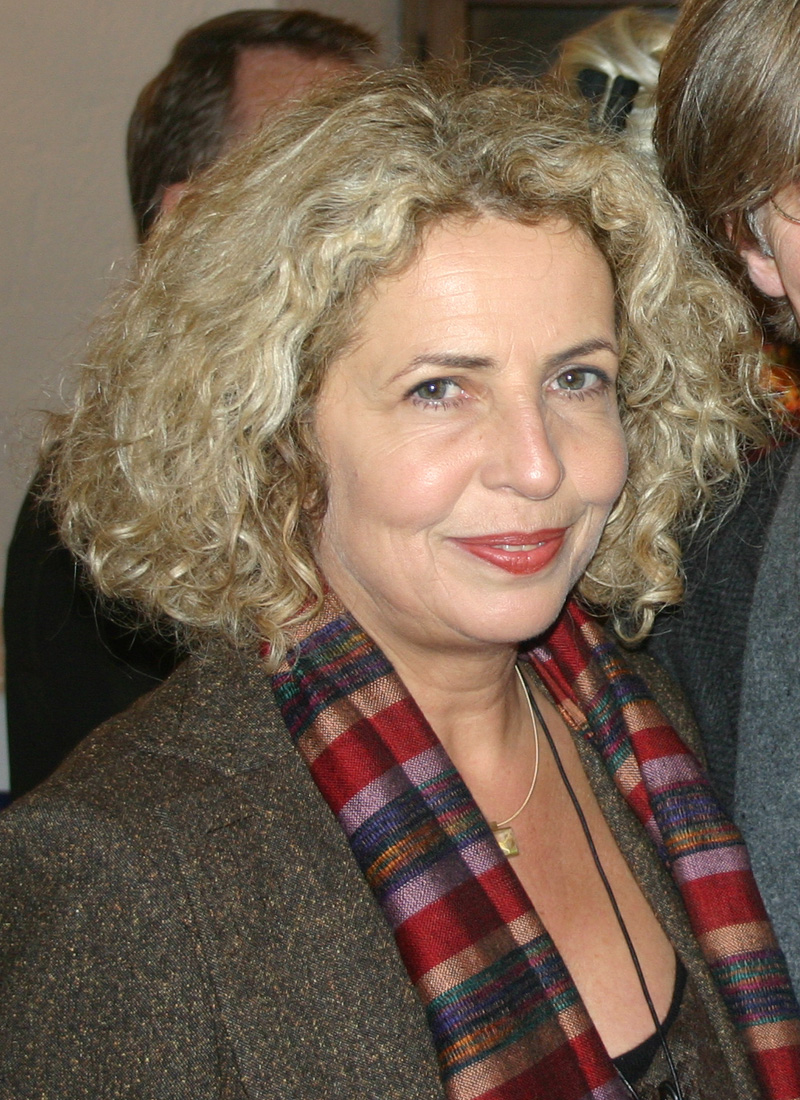
Michaela May dans le rôle de Klara Sesemann

- Gustav Knuth : le grand-père d'Heidi
- Margot Trooger : Fräulein Rottenmeier
- Ernst Schröder : Alfred Sesemann
- Rudolf Prack : Pfarrer
- Lotte Ledl : Tante Dete
- Margarete Haagen : la grand-mère Sesemann
- Rolf Moebius : Dr Rudolf Classen
- Gabriele Buch : Rosi
- Rudolf Vogel : Sebastian
- Hans Thimig : Dompförtner
- Michael Janisch : Johann